# Karl Weidinger (Politiker)
Wilhelm Emil Karl Weidinger (* 2. April 1827 in Reichenbach; † 18. Oktober 1885 Greiz) war ein deutscher Verwaltungsjurist und Politiker.

## Leben
Weidinger war der Sohn des Fabrikbesitzers und Schriftsteller Carl Eduard Weidinger in Reichenbach und dessen Ehefrau Jeanette Wilhelmine geborene Schiller. Er war evangelisch-lutherischer Konfession und heiratete am 14. September 1858 in Freiberg/Sachsen Friederike Schubert (* 14. Juli 1833 in Freiberg; † 7. Februar 1912 in Greiz), die Tochter des Leinwandhändlers Friedrich August Schubert in Freiberg.
Weidinger studierte Staats- und Rechtswissenschaften und wurde am 19. April 1872 zum Expropriations-Kommissar der Sächsisch-Thüringischen Eisenbahn ernannt. Später war er Obergerichtsanwalt beim Justizamt Greiz.
Vom 25. November 1872 bis zum 31. Dezember 1873, vom 22. November 1875 bis zum 11. November 1884 war er (vom Fürsten ernannter) Abgeordneter im Greizer Landtag. Daneben war er als Stellvertreter von Albin Hoffmann vom 21. Januar bis 25. Februar 1875 Abgeordneter. Vom 23. November bis 24. Dezember 1875 und vom 7. November bis 29. Dezember 1876 war er stellvertretender Parlamentspräsident. 1858 war er Stadtverordneter der Stadt Greiz.

## Auszeichnungen
- Justizrat (1877)
- Regierungsrat (1879)
- Fürstliches Zivil-Ehrenkreuz II. Klasse (1881)
- Fürstlich Schaumburg-Lippisches Verdienstkreuz II. Klasse (1880)
- Ritterkreuz I. Klasse des königlich sächsischen Albrechtsordens (1882)